# Ulf Morgenstern

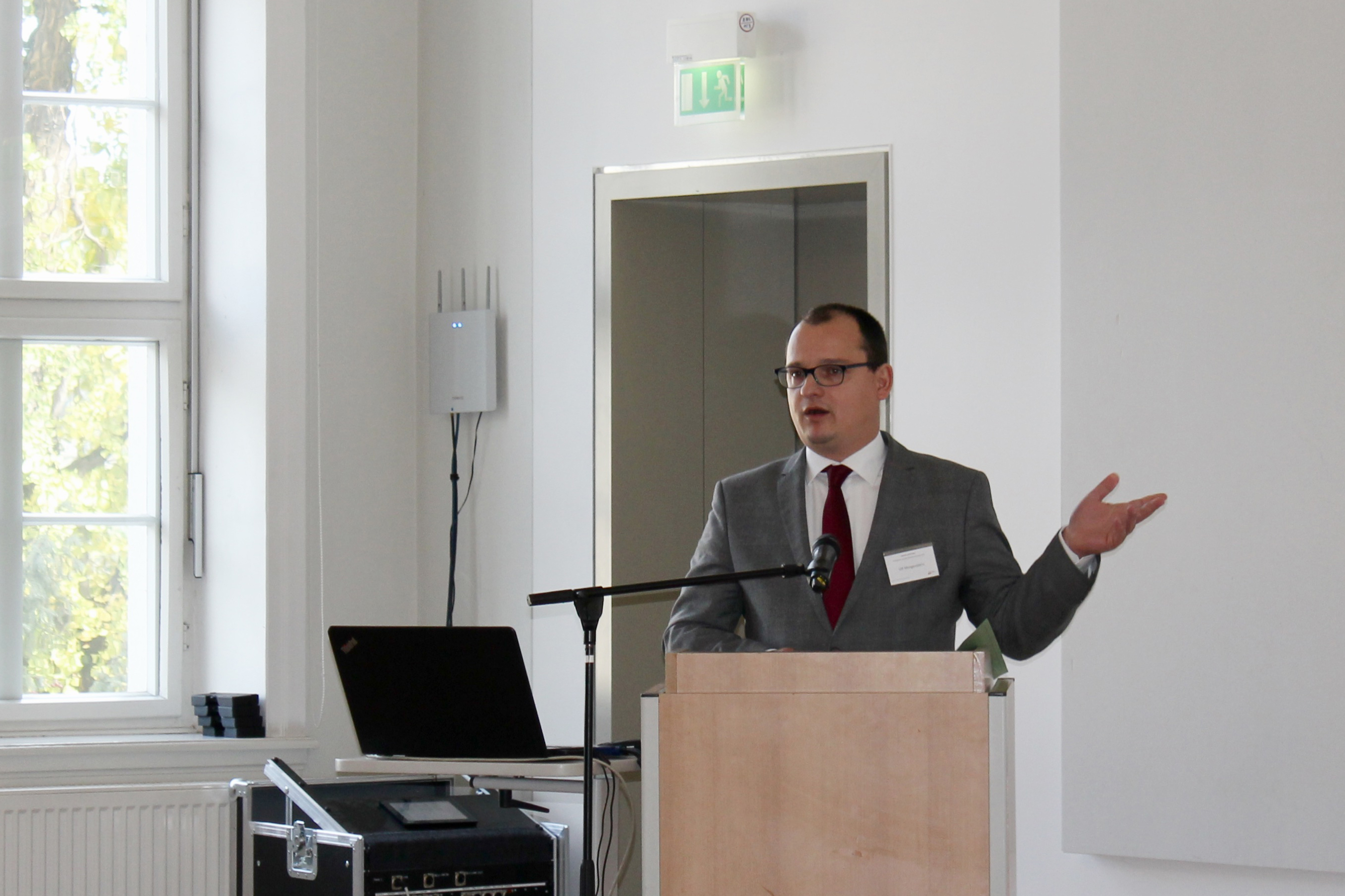
Ulf Morgenstern auf dem Liberalismus-Kolloquium des Archivs des Liberalismus, Jena 2018

Ulf Morgenstern (* 1978 in Dresden) ist ein deutscher Historiker. Morgenstern ist seit 2023 Lehrbeauftragter an der Christian-Albrechts-Universität zu Kiel und seit 2024 Geschäftsführer und Mitglied des Vorstands der Otto-von-Bismarck-Stiftung in Friedrichsruh.

## Leben
Morgenstern begann 1999 ein Studium der Mittleren und Neueren Geschichte und der Anglistik an der Universität Leipzig und der Universität Coimbra in Portugal, das er 2005 mit dem Magister artium abschloss. Von 2005 bis 2011 war er wissenschaftlicher Mitarbeiter und wissenschaftlicher Assistent am Historischen Seminar bzw. dem Lehrstuhl für Neuere und Neueste Geschichte der Universität Leipzig bei Ulrich von Hehl. Er wurde dort 2010 mit der Dissertationsschrift Bürgergeist und Familientradition. Die liberale Gelehrtenfamilie Schücking im 19. und 20. Jahrhundert zum Dr. phil. promoviert. Sie erschien 2012 im Schöningh-Verlag. Für diese Arbeit erhielt er 2011 den Horst-Springer-Preis für Neuere Geschichte Sachsens. 
2014 wurde Morgenstern Lehrbeauftragter am Historischen Seminar der Universität Hamburg. Er übernimmt seit 2023 Lehraufträge am Historischen Seminar der Universität Kiel. Am 1. August 2024 wurde er zum Geschäftsführer der Otto-von-Bismarck-Stiftung in Friedrichsruh ernannt.
Morgenstern ist Mitglied im Verband der Historiker und Historikerinnen Deutschlands, der Gesellschaft für Universitäts- und Wissenschaftsgeschichte und der Vereinigung von Förderern und Freunden der Universität Leipzig. Er arbeitet als Autor für die Neue Deutsche Biographie, ist Mitherausgeber des Professorenkatalogs der Universität Leipzig sowie Rezensent zahlreicher Fachveröffentlichungen. Für den Mitteldeutschen Rundfunk arbeitete er in einigen Sendereihen mit, so unter anderem an 15 Beiträgen für die Geschichte Mitteldeutschlands – Das Magazin.

## Veröffentlichungen (Auswahl)

### Autor
- mit Kristina Michaelis: Die Gelnhäuser Großbürgerfamilien Becker und Schöffer. Kaufleute, Kosmopoliten, Kunstmäzene. Am Goldenen Fuß, Hamburg 2013, ISBN 978-3-9816102-0-8.
- Bürgergeist und Familientradition. Die liberale Gelehrtenfamilie Schücking im 19. und 20. Jahrhundert (zugl. phil. Dissertation, Univ. Leipzig). Schöningh, Paderborn 2012, ISBN 978-3-506-77353-1.
- Lehrjahre eines neoabsoluten Monarchen. Kaiser Wilhelm II. als Kasseler Abiturient im Spiegel eines unbekannten Aufsatzheftes. Otto-von-Bismarck-Stiftung, Friedrichsruh 2011, ISBN 978-3-933418-46-3.
- Anglistik an der Universität Leipzig. Das Englische Seminar in Kaiserreich, Weimarer Republik und Drittem Reich 1891–1945 (zugl. Magisterarbeit, Univ. Leipzig). Evangelische Verlags-Anstalt, Leipzig 2006, ISBN 3-374-02356-8.

### Herausgeber
- mit Ulrich Lappenküper: Überzeugungen, Wandlungen und Zuschreibungen. Das Staatsverständnis Otto von Bismarcks (= Staatsverständnisse. Band 130). Nomos, Baden-Baden 2019, ISBN 978-3-8487-4915-7.
- Arzt und Abenteurer, Minister und Memoirenschreiber. Autobiographische Aufzeichnungen des Bismarck-Vertrauten Robert Lucius von Ballhausen. Otto-von-Bismarck-Stiftung, Friedrichsruh 2017, ISBN 978-3-933418-59-3.
- mit Oliver Auge, Ulrich Lappenküper: Der Wiener Frieden 1864. Ein deutsches, europäisches und globales Ereignis. Schöningh, Paderborn 2016, ISBN 978-3-506-78525-1.
- mit Ulrich Lappenküper: Dem Otto sein Leben von Bismarck. C. H. Beck, München 2015, ISBN 978-3-406-67523-2.
- mit Ronald Lambrecht: Kräftig vorangetriebene Detailforschungen. Aufsätze für Ulrich von Hehl zum 65. Geburtstag. Kirchhof & Franke, Leipzig/Berlin 2015, ISBN 978-3-933816-56-6.
- mit Thomas Riechert: Professorenkatalog der Universität Leipzig. LIV, Leipzig 2010, ISBN 978-3-941608-08-5.
- Levin Ludwig Schücking. Selbstbildnis und dichterisches Schaffen. Aisthesis, Bielefeld 2008, ISBN 978-3-89528-690-2.